# El Litoral (Santa Fe)
El Litoral es el principal diario de la ciudad de Santa Fe, capital de la provincia del mismo nombre, en Argentina. Diariamente, imprime dos ediciones (Mañana - Tarde). Fue fundado el 7 de agosto de 1918 por Salvador Caputto. 
Es distribuido en la zona centro-norte de Santa Fe. Ofrece varios suplementos, posee una versión digital y emplea a 200 personas. 
Pertenece al multimedios que también integra el canal de televisión CYD Litoral, el periódico provincial Mirador Provincial con dos ediciones en Santa Fe y Entre Ríos, el semanarios de distribución gratuita Notife, la revista de negocios Puerto Negocios. 

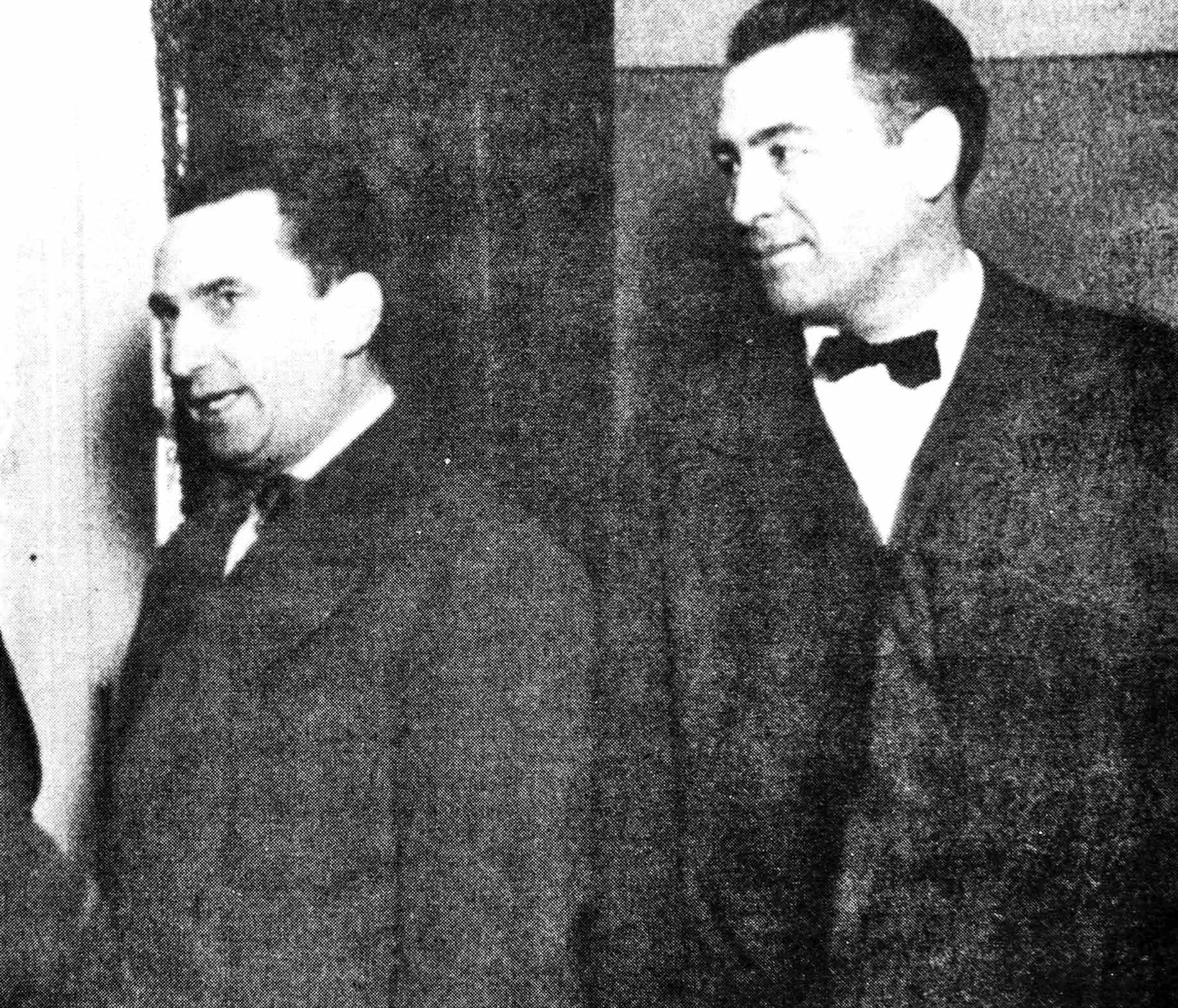
Salvador Caputto y Pedro Vittori en 1937, año en que firman contrato por primera vez.

Su versión digital, creada en 1997, se posiciona hoy como la web más leída de la provincia, con más de 3 millones de usuarios únicos (según mediciones de Comscore, Media trend, julio de 2020)

## Historia
El 7 de agosto de 1918, Salvador Caputto inició la publicación de "El Litoral". Hasta pocos días antes había sido director del diario radical "La Palabra", publicado entre 1915 y julio de 1918. En 1920 se integró Pedro Vittori, el último administrador de "La Palabra". 

### Sus inicios
El origen de El Litoral tiene una clara impronta política. Nació de una “costilla” de La Palabra, su inmediato antecedente editorial, y nucleó en el pequeño grupo inicial a personas que venían de compartir una experiencia periodística que, atravesada por la política, había durado tres años. El grupo adscribía a la fracción radical del doctor Enrique Mosca y cumplió un papel significativo en su llegada al Ejecutivo provincial en 1920.  
No obstante, el grupo político principal sufrió severas fisuras a partir del decreto de Mosca que suspendió los efectos de la reforma constituyente de 1921, con la que El Litoral estaba consustanciado. Pero esa crisis interna trocó en la oportunidad periodística de ampliar sus contenidos y diversificar su oferta a los lectores. Lo hizo, y le fue bien. Liberado de las amarras de un compromiso político con efectos restrictivos, ensanchó su campo visual y logró un mayor registro de las complejas y cambiantes realidades de una sociedad dinámica. Este nuevo horizonte le granjeó una comunicación de mayor espectro con la sociedad a la que le ofrecía su producto editorial. Fue el momento del clic, la hora de la aceptación masiva, el comienzo de una relación intensa que sigue hasta hoy pese a la multiplicación de los canales y plataformas de acceso a la información. La explicación puede darse con la clásica figura del contrato de lectura, alusión al vínculo que se establece entre los lectores y los medios de comunicación, y al modo en que este se construye, pervive o se modifica con el tiempo. De allí, su defensa de la Constitución Nacional, del moderno Estado de Derecho que habita en su texto y que tantas veces ha sido y es negado en los hechos por la mala praxis de gobiernos hegemonistas. Más allá de sus errores, desaciertos e inconsistencias, El Litoral se ha mantenido en la huella y en la defensa de la República Federal inspirada por la filosofía de la libertad.

### Un periodismo innovador
Pero más allá de sus apoyos políticos El Litoral se afianzó por algunas características fundamentales: la confiabilidad de la información y la noticia local. “Cuando El Litoral aparece no representa la fisonomía del viejo paladín obrero ni su verbo tiene vibraciones de rebeldía, ni persigue el entronizamiento de la clase proletaria, tan cara al marxismo diletante de aquellos días. El diario asume una actitud independiente de crítica serena y objetiva. Más aun. Es una nueva modalidad de periodismo. En el medio santafesino predominaba el tono polémico, se atacaba al enemigo con todas las armas si el embate llegaba a la diatriba.” (Pio Pandolfo)

No obstante si leemos cualquiera de los ejemplares de los primeros años vemos que los ataques a los opositores eran tremendos y que sí tiene varias “vibraciones de rebeldía”, incluso podemos decir que un lenguaje extremadamente fuerte, de acusaciones directas como era el uso de la época. “Este diario -dice uno de sus redactores de hace medio siglo no era independiente en cuanto el término suele definir la independencia o apoliticismo. Se denunciaban los atropellos policiales contra los partidarios de Mosca y se hablaba de policía brava y de matones”. Y más adelante, refiriéndose a la personalidad del fundador: “(su periodismo) fue principalmente veraz. La noticia más sencilla motivaba su más cuidadosa verificación y en ese sentido su espíritu no admitía otra limitación que la veracidad: si una noticia era verídica, era publicable.”

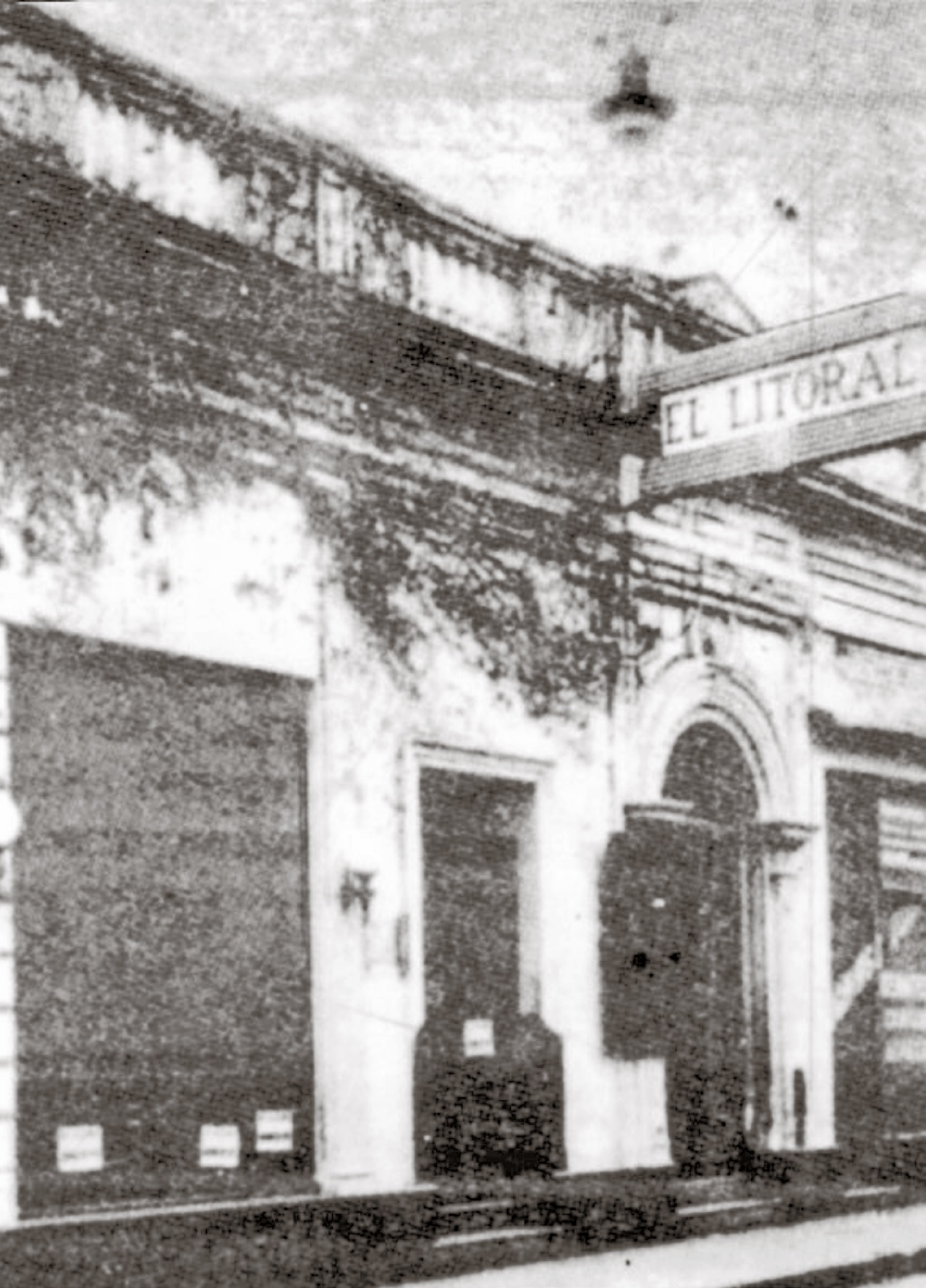
Local en San Martín, vereda Este, entre Catamarca (hoy Eva Perón) y La Rioja donde funcionó El Litoral temporalmente hasta que se terminó de construir su edificio propio.

En un aniversario de El Litoral, habló el Dr. Ranwell Caputto (hijo de Salvador) quien si bien se dedicó toda su vida a la ciencia, conocía perfectamente entretelones de la empresa familiar. En un discurso, breve, claro y contundente evocó como un ejemplo de cómo se construyó esa confianza del público, valor fundamental, esta anécdota de los primeros tiempos del diario: "Corría 1923. Hacía apenas un año que El Litoral había comprado su primera linotipo. El combate entre el estadounidense Dempsey y Firpo, “El toro de las Pampas” había concitado un interés inusitado en todo el país, así que el día del combate, 14 de septiembre, la gente se agolpaba frente a las redacciones de los diarios para recibir lo antes posible las novedades de la pelea (recordemos que no había inmediatez en la información: no existía la TV y la radio era aún un experimento incipiente). En Buenos Aires La Nación había dispuesto un complejo aparato telegráfico para trasmitir noticias de la pelea con la mayor inmediatez posible, verdadera novedad para la época. Frente a El Litoral, en San Martín entre Garay y Corrientes, la gente esperaba las noticias, que se iban anotando en una pizarra. En un momento sucede algo conmocionante y recordado hasta hoy: Firpo saca del ring a su rival. Muchos medios lo dieron ya como ganador y la gente estaba exultante. Pero don Salvador no quiso apresurarse y no lo anunció como ganador: les decía a sus colaboradores lo que su hijo evocó en su discurso: “hay que ser prudentes, hay que esperar, hay que confirmar la noticia”. Y tenía razón, ya que (en polémico fallo, es verdad, pero fue así) el ganador fue Dempsey. Esa anécdota me quedó en la memoria como un ejemplo de la honradez de la información, la credibilidad, lo que creo que es el puntal fundamental del diario” expresó el Dr. Ranwell Caputto.

### Pacto con los lectores
La apuesta por la educación y la cultura es un objetivo casi obsesivo de Caputto, y a la vez da respuesta a toda esa gran cantidad de gente que ve a la educación como escalón de ascenso socioeconómico. Ha comenzado a establecerse lo que se denomina “contrato de lectura”, un contrato no escrito que se renueva cotidianamente, por el que cada lector prefiere tal o cual publicación porque encuentra allí reflejadas las informaciones, opiniones, criterios que más le interesan. Es un contrato que puede interrumpirse cuando el lector ve alteradas las “cláusulas” de ese pacto. Emisor, mensaje y receptor deben estar en sintonía, en una relación que prácticamente se construye día a día, sin modificar los valores esenciales del periódico pero a la vez evolucionando de acuerdo con los cambios de la época. Esto es lo que lleva a las modificaciones de diagramación, presentación, tamaño, modos de escritura, inclusión o supresión de secciones, etc., que los diarios enfrentan permanentemente tratando de interpretar lo que llena las expectativas de los lectores y futuros lectores.

### Nueva sede, nueva etapa

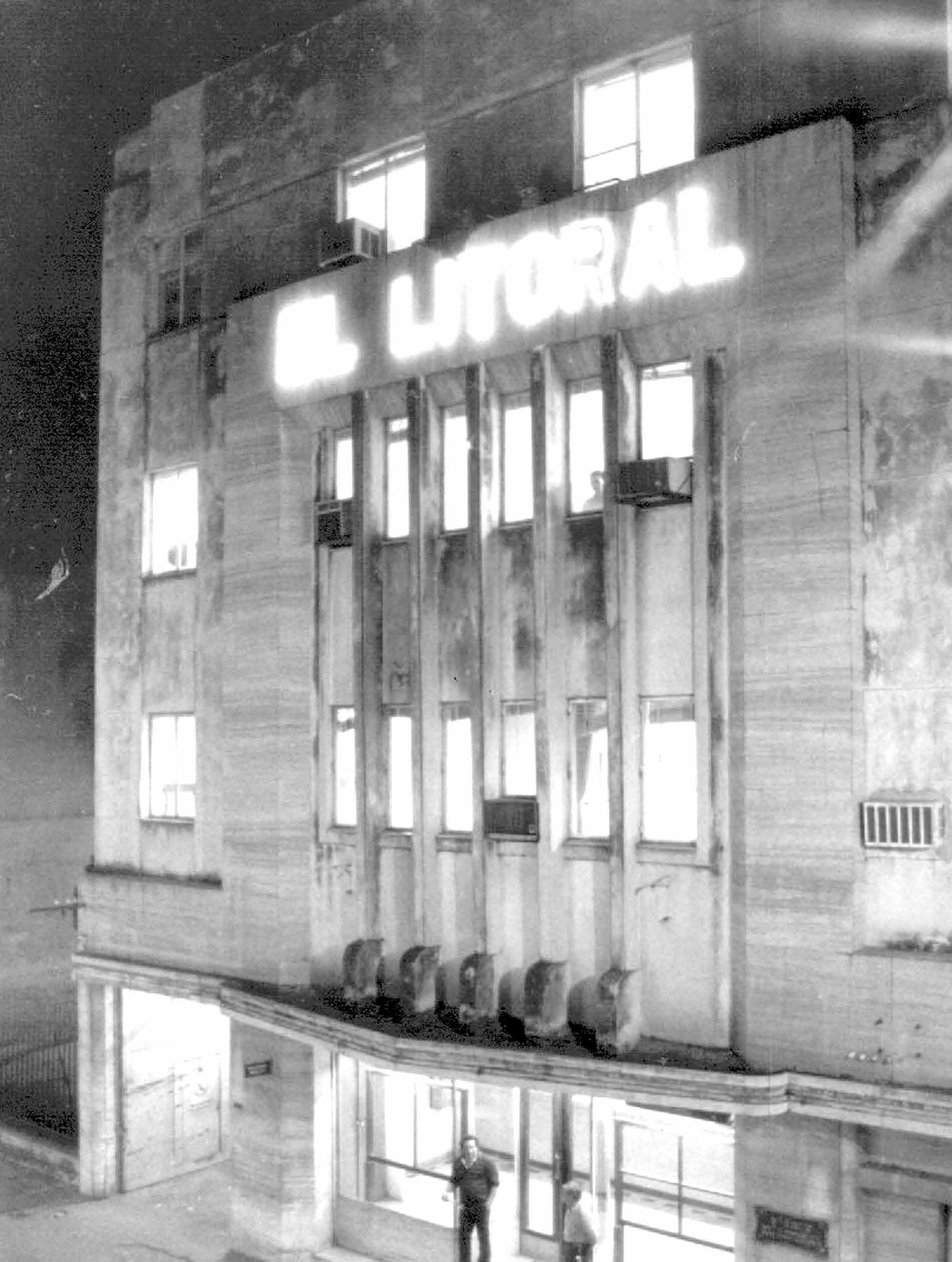
El edificio de San Martín 2659 fue un hito ciudadano por cuatro décadas. En las vidrieras se colocaban pizarras con las últimas noticias.

Salvador Caputto muere sin haber alcanzado a ver el nuevo y por entonces moderno edificio que albergaría a El Litoral largo tiempo, ya que se inauguró a comienzos de la década de 1940. Tampoco Pedro Vittori pudo disfrutar plenamente de ese logro. Construido por Macchi y Mazuchelli especialmente para el diario, se fue agrandando a medida que crecía la empresa. Tenía tres pisos, con la entrada principal sobre San Martín 2659. Apenas traspasada la puerta de entrada se topaba uno con un gran mostrador que abarcaba casi todo el frente y también un largo pasillo: era la zona de Publicidad. Más adentro estaba la Gerencia, el laboratorio de fotos y luego una enorme sala con la rotativa, con sus escaleritas y barandas de bronce, literalmente rodeada de bobinas de papel que venían de Suecia y de Chile. Después el Taller, la Corrección, Expedición con salida por calle Catamarca. En el 2º piso: Circulación, Biblioteca y administrativos. La Redacción con sus diversas secciones (General, Sociales, Espectáculos, Telegramas, Deportes) el director y el subdirector, todos en el primer piso, vale decir que el trayecto redacción-taller implicaba subir y bajar escaleras y llegar hasta el centro de la manzana. Fue un sitio emblemático por varias décadas: casi todos los que pasaban por esa calle principalísima de la ciudad se detenían a leer las “últimas noticias” que se escribían con tiza (más adelante reemplazada por letras premoldeadas) en pizarras colocadas en sus dos grandes vidrieras, y que se iban renovando durante el día. Se usaron hasta mediados de 1980 en que se mudó nuevamente el diario a 25 de Mayo 3536. Era una tarea que llevaba su tiempo, obviamente requería buena letra y causaba no pocas protestas en la Redacción. Pero era un servicio ineludible del diario (no había instantaneidad de información), que le servía a la vez para que luego la gente quisiera leer más detalles. Aunque la verdad es que por entonces el diario tenía sus lectores y era ya una costumbre arraigadísima de los santafesinos. "Por calle Catamarca (hoy Eva Perón) era típico también el enjambre de canillitas que se agolpaban para salir lo más rápido posible a vender el diario voceando “¡...toral diario!”. Es en los años 1940, más precisamente en 1944, que se organizan en lo que es hoy el Sindicato de Vendedores de Diarios y Revistas. Conversamos con Beto Pecorari poco tiempo antes de su muerte y recordaba que su padre, Carlos, fue uno de los organizadores de esa agrupación gremial y de la Casa del Canillita. Peco, tal su apodo corriente, tenía su kiosco de diarios y revistas en Tucumán y San Martín, desde donde con su ronco vozarrón saludaba a medio mundo y echaba un párrafo con otro tanto. Se sentía canillita de alma, tenía una audición de tangos, una de sus pasiones junto con Colón. En su recuerdo, elde todos los canillitas, kiosqueros, y repartidores en el interior".
A mediados de aquella década El Litoral compra una rotativa que había sido de la Federación Agraria Argentina. “La Marinoni” -como se le decía a veces en vez del sustantivo común rotativa- era de 4 cuerpos de impresión y dos bocas de salida, con una velocidad de hasta 60.000 ejemplares por hora. Para quienes no están familiarizados con la gráfica, vale aclarar que esto significaba un progreso importante, porque la velocidad de impresión es un punto clave para un vespertino que, además de la ciudad ya entonces cubría gran parte de la provincia, y esto le significaba llegar a horario para la distribución en el día en cada una de las ciudades y localidades del interior. Hay que tener en cuenta cuando nos referimos a El Litoral, su condición de vespertino. Es por estos días una “rareza” en el medio periodístico, pero es a la vez una tradición santafesina. Y esa “rareza” implica (aun con las más modernas técnicas) un esfuerzo cotidiano durante 362 días en el año para cubrir información- escribirla-diagramar incluir publicidad-imprimir, con las consabidas reuniones, consultas y rediagramaciones, avisos de último momento, inconvenientes técnicos, búsqueda en archivo, atención al público, etc. Vale decir en un tiempo mínimo (durante la mañana) se produce la mayor parte de los acontecimientos que deben estar reflejados en el diario unas pocas horas después. Cuando se rediseñó el diario (circa 1996) en las reuniones con el experto Mario García, luego de escucharlo acerca de cómo organizar la tarea con tres reuniones de producción, otra de jefes, editores, publicistas, siempre alguien le preguntaba ¿y cómo hacemos eso en 5 horas? Y... no había muchas soluciones, decía, salvo organización previa y velocidad. Pero volviendo a 1945, es en este momento que accede la segunda generación de dueños, que estará alrededor de medio siglo al frente de la empresa. 
En octubre de 1945 se firma el contrato de la sociedad El Litoral SRL integrado por: Pedro A. Vittori, Delia I. Lombella de Vittori (su esposa); Enzo Nilo Zulio Vittori (ausente en Inglaterra, es representado en el acto por su esposa Elba Sambarino), y los herederos del fundador: su viuda Vicenta De Rosa y tres hijos: Riobó, Ranwel y Lilia, representados por Riobó Caputto y el Dr. José Bachini. Entre otros puntos se establece en el contrato “la dirección del diario será ejercida por Riobó Caputto, José A. Bachini codirector y Enzo N. Z. Vittori como subdirector” y que “la administración de la sociedad y su representación jurídica será ejercida conjuntamente y en su carácter de gerentes por Riobó Caputto y Enzo Vittori” (cláusulas 6ª y 7ª). Señala asimismo que “los sucesores de Salvador Caputto se reservan el derecho de propiedad respecto al nombre del diario El Litoral” (17.ª). Estas cláusulas tuvieron su aparición en escena en algunos momentos cruciales de la sociedad.

### Los turbulentos 60

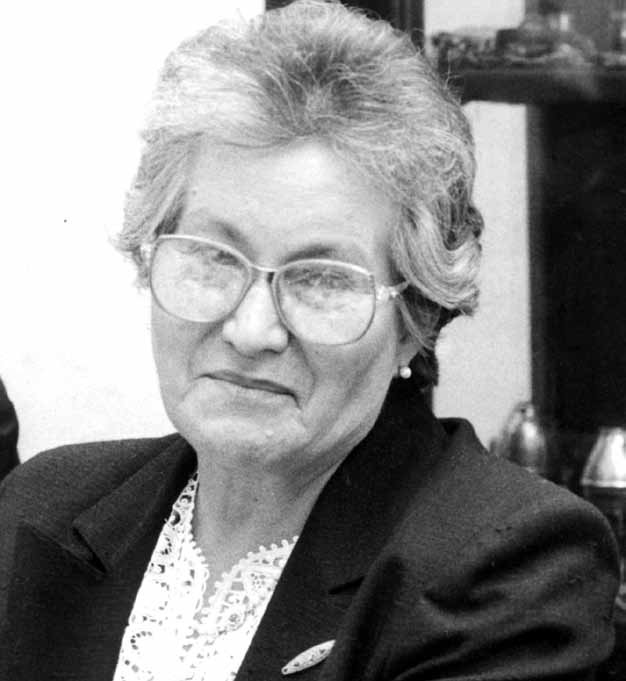
Dora Prieto, esposa del Dr. Ranwel Caputto, primera mujer en ocupar un cargo ejecutivo en el diario.

Los ´60 son sin dudas una época de cambios mundiales y nacionales, cambios convulsivos. Es la época del Mayo Francés, del Cordobazo, del Rosariazo. Y en el diario hay un par de acontecimientos que le significaron sensibles modificaciones. Uno, tal vez independiente de esos cambios de mentalidad, otro acompasado con ellos. “No hay un criterio contable definido”, “registros contables, comprobantes de gestión y normas de control interno definitivamente deficientes”, “situación financiera comprometida”, “no ha existido crecimiento en el centimetraje de publicidad vendida y publicada, no ha existido crecimiento en la circulación”, “estado de endeudamiento peligrosamente comprometido”, “constante descapitalización al drenarse fondos para solventar la cuenta personal de los socios”, “la empresa se ha estancado en su desarrollo”, “gran número de avisantes con tarifas convencionales”. Estas son solo algunas frases textuales del estudio de auditoría hecho por la consultora Price Waterhouse & Coopers sobre los ejercicios de El Litoral SRL correspondientes a la década 1955/56 a 1964/65, trabajo que aporta también criterios posibles de ordenamiento en todos los aspectos de la empresa. Se finalizó a comienzos de 1967 y no fue un estudio de rutina sino que se encargó ex profeso. No obstante hay que destacar que la adhesión de los lectores permanecía fiel, con una circulación real de 40.000 ejemplares (uno cada 16 habitantes) en ediciones de 12 páginas promedio, más allá de que el mismo estudio señala que no había variaciones en la diagramación y en su orientación. ¿Qué había pasado? La memoria familiar recuerda que por razones personales el Dr. Ranwel Caputto (hijo de Salvador) su esposa Dora Prieto y sus cuatro hijos deciden volver a Argentina dejando en EE. UU., donde habían vivido 10 años una muy buena situación económica y excelentes condiciones para la investigación. El Dr. Caputto, quien había dejado en manos de su hermano todo lo referente a manejo del diario vino a “su” Universidad de Córdoba, con una remuneración escasa o no resuelta y cuentan que incluso pasaban estrecheces. En sus visitas de Córdoba a Santa Fe para reencontrarse con la abuela de sus hijos (doña Vicenta, la esposa de don Salvador) y demás parientes políticos, su esposa percibe que El Litoral era un diario afianzado pero que como empresa era posible un mejoramiento sustancial. Su marido no quiere apartarse de la investigación, por lo que le otorga un poder amplio para actuar en su nombre. Ella habla con todos los integrantes de la sociedad, particularmente con el Dr. Bachini (que era codirector y actuaba en nombre de su esposa, Lilia Libertad Caputto) y José Luis Vittori, que estaba alejado del quehacer del diario como ya hemos consignado. Se suceden reuniones, asambleas, estudios, muchas discusiones. Como resultado en 1964 José Luis es designado adjunto a la dirección del diario y socio gerente de la sociedad editora, y doña Dora también ingresa como gerente, siendo no solo la primera mujer en ese puesto sino la primera persona que ocupa un lugar ejecutivo sin ser familiar directo, en un diario bastante misógino y donde el “ius sanguinis” parecía una ley suprahumana. Vuela un par de cabezas administrativas de accionar poco claro y se decide pedir la auditoría a la que hacemos mención. 
“La auditoría la pidieron José Luis y mi madre para ver dónde estaban parados, porque ellos entraban a la Gerencia y tenían que administrar el diario y no se sabía cuál era la realidad económica de la empresa... Se la encargaron a “la Price”, una firma americana que hizo una auditoría completa. Nos dieron un sistema de cómo debía funcionar el diario no sólo en lo contable, sino en lo periodístico también, en métodos y sistemas. Esa fue la base del sistema general que está funcionando actualmente. No hubo antecedentes, en el país no era muy común, no era una práctica usual en las empresas". (Ranwel Caputto II) 

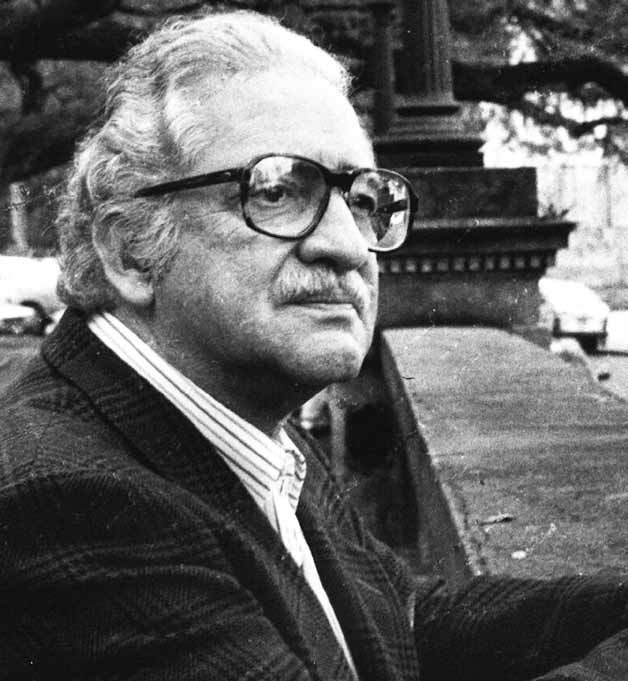
José Luis Vittori, hijo menor de don Pedro. Se ocupó de las páginas culturales tanto como de apoyar reformas administrativas.

"Entré a trabajar en el diario después de recibirme de abogado, en 1966. Siempre me incliné por la parte empresaria. Ahí se produce un quiebre y Ranwel y yo fuimos los dos que acompañamos la acción protagonizada por Cocho (José Luis Vittori) y por Dora (Caputto) frente a un manejo de la empresa que había sido poco prolijo, más que eso, fue poco comprometido con la empresa. Riobó y Enzo estaban en la parte periodística. Y ellos confiaban en los que administraban y firmaban, les interesaba la parte periodística y la empresa estaba en una situación comprometida. Ingresan Cocho y Dora a la Gerencia y se hacen cargo del ordenamiento. Ranwel se hace cargo de la parte de Circulación y yo de Publicidad. Se logró la contratación de una consultoría, la Price Waterhouse & Coopers que hizo la reingeniería empresaria que, con algunos ajustes a través de los años ha subsistido hasta hoy. Es lo que le permitió al diario salir en ese momento de su crisis -que era una crisis de gestión interna, no del país- y colocarlo en el plano de crecimiento que ha tenido después. Incluso nos recomiendan a Godward, que fue nuestro contador hasta que se jubiló.” (Nestor Vittori) “Dora y José Luis entraron en un momento crítico, aunque algunos no lo reconozcan. Pusieron las cosas en orden. Y fue una recomposición del patrimonio de la empresa. En poco tiempo volvió a ser la empresa fuerte, reluciente. Hasta ese momento daba la impresión de que no había problemas económicos pero era sólo una impresión. Había un desorden total. A Riobó y Enzo se les había escapado, ellos estaban en lo periodístico y confiaban en los que administraban”. (Enrique Miguel Cruz)
Relaciones caóticas
Por Nestór Vittori
“Un episodio doloroso para todos, que fue consecuencia de un movimiento político gremial muy intenso del año ´68. En esa época el secretario general de medios gráficos era Raimundo Ongaro y tenía la idea de apoderarse de los medios de comunicación. Eso llevó a que la relación entre la empresa y el gremio gráfico fuera caótica durante un tiempo prolongado. Hasta que llegó un día en que nos hicieron seis paros en el mismo día; y bueno, nos juntamos en la redacción y decidimos que teníamos dos caminos: o nos íbamos y dejábamos el diario a los gremios, o decidíamos ser dueños de la empresa y tomar decisiones. Era muy difícil porque era un momento muy complicado, con mucha actividad gremial, con una profunda presión del trotkismo, y tomamos la decisión de ser dueños. Despedimos a empleados gremiales, lo que motivó una huelga de solidaridad que duró dos días. Como la huelga era ilegal, intimamos al personal a que se replegara, y despedimos prácticamente al 90 por ciento del personal. Y así permanecimos durante 22 días sin salir. Salimos porque las dos familias nos pusimos el diario al hombro, sobre todo los jóvenes. Un día sacamos el diario mínimo de cuatro páginas. Al tercer día comenzó a cesar la huelga y volvieron algunos empleados, y ahí todo comenzó a normalizarse y con el correr del tiempo reincorporamos a buena parte del personal, dejando afuera a los revoltosos. Esta experiencia fue única porque éramos muy jóvenes. El Litoral no tuvo conflictos gremiales durante los 40 años posteriores. Se perdieron muchos amigos, hubo conflictos familiares, pero son cosas que ocurren. Después de eso, diría que nada nos asustó”. 

### Las mujeres en el diario
"Ingresé en el diario en 1968, a ´Corrección´, donde realmente aprendías mucho de periodismo gráfico. Era una sección importante, el jefe era el escritor Diego Oxley. Al poco tiempo pasé a redactora y me jubilé como prosecretaria de Redacción. Estuve 35 años. El director me hizo escribir una nota de prueba y me pasó a Sociales como redactora. Yo ya tenía mi título universitario, sabía idiomas, escribía bien -incluso mejor que varios colegas-, pero había un poco de misoginia ambiente. Éramos dos periodistas mujeres (algunas de la familia iban en horarios y días discontinuos) Graciela Daneri y yo. Nos desempeñábamos como simples redactoras, pero editábamos páginas todos los días. Y poco a poco fuimos cubriendo notas de todo tipo: discursos, congresos de especialidades, instituciones diversas de bien público, eventos sociales. Escribíamos un poco de todo, pero sin firmar; casi nadie lo hacía. La primera nota con mi firma fue para una página especial por el Día del Libro. Tal vez cuando obtuve premios empezaron a mirarme de otra forma (un Santa Clara de Asís por labor periodística compartido con Graciela Daneri, y el primer premio nacional de ensayo ´Alicia M de Justo´). Antes había muy pocas mujeres en la redacción. Yo creo que tuvo que ver la profesionalización de la Comunicación Social y la creación de las facultades de Comunicación, porque de allí surgieron muchas chicas que son profesionales de la comunicación. Pensemos que el periodismo de los primeros tiempos se hacía a partir de la vocación política o periodística, pero sin formación”. María Alejandrina Argüelles, Periodista

"Me acuerdo que cuando incorporamos las primeras computadoras para usarlas como procesadoras de texto, la tuvimos un año apagadas porque nuestros periodistas no se animaban a soltarse a escribir en las computadoras, le tenían miedo. Esos procesos se incorporan, lo mismo ha pasado con la incorporación de nuevas impresoras que cada cambio de impresora significó cambio de edificio y pasarse un año sufriendo para poner a punto la máquina”. María Alejandrina Argüelles, Periodista

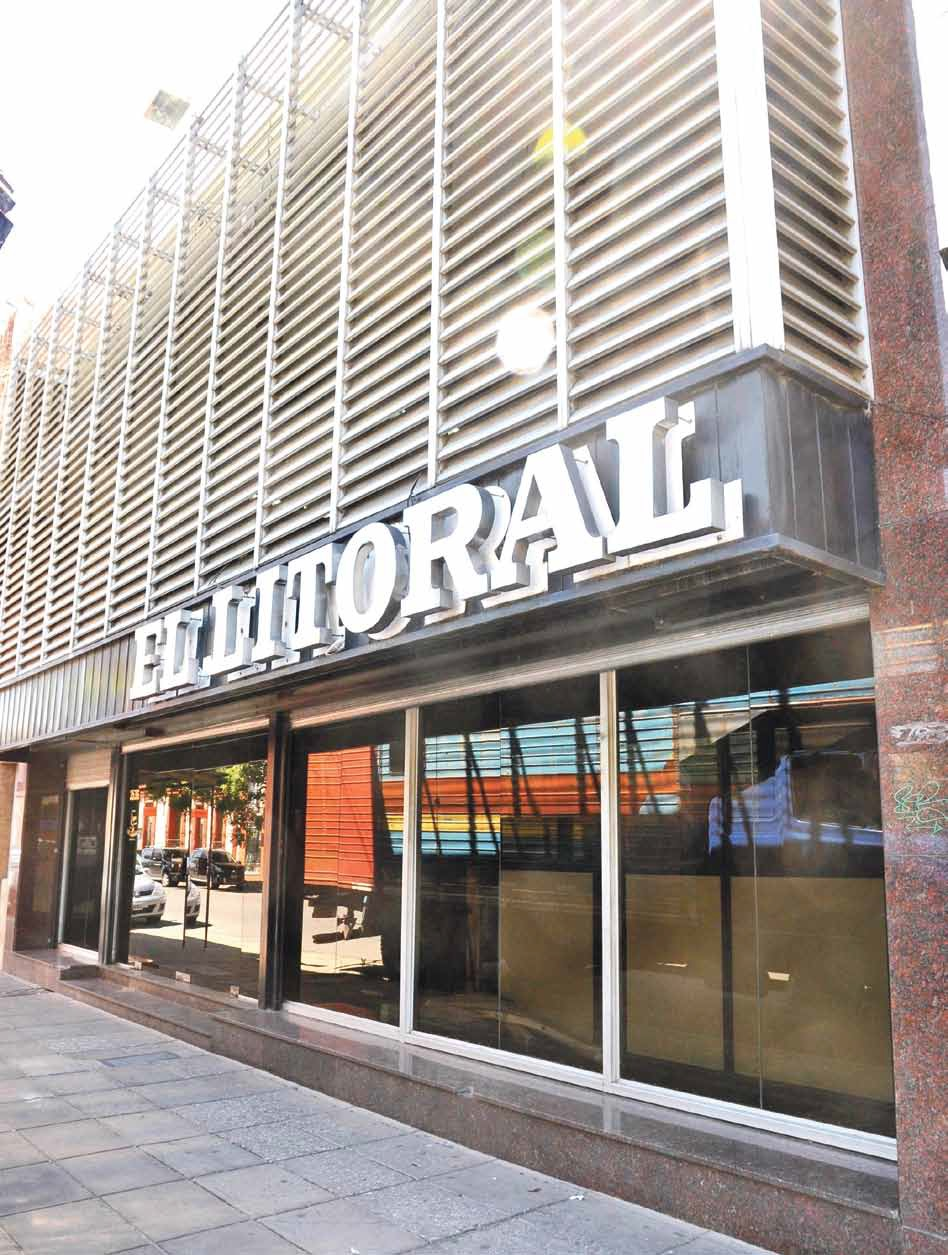
Fachada del edificio ubicado en calle 25 de mayo 3536 donde funcionó El Litoral hasta el año 2014.

### El Litoral, estrena instalaciones
El 3 de septiembre de 1983 El Litoral anuncia que, en su 65 aniversario, se instalará en un nuevo edificio que incorpora mejoras arquitectónicas y tecnológicas. El objetivo de modernizar el servicio periodístico para la ciudad de Santa Fe y su región. Una nota, con diversas imágenes, relata la historia de las sucesivas sedes del diario en la ciudad, así como lo que la empresa espera del presente y esboza a futuro. 

“La mudanza a 25 de Mayo se hizo de a poco, pero los periodistas y fotógrafos nos resistíamos, pienso que nos dábamos cuenta que era cerrar una etapa y una forma de hacer periodismo. Hasta que un día nos dijeron ´se van hoy´ y emprendimos la marcha. Cuando me fui becada a Alemania la primera vez, se me ocurrió enviar notas sin saber si las publicarían o no. Escribía a veces a mano y las mandaba ¡por correo!. Cuando volví, don Enzo, que no era precisamente dado a los elogios, me saludó con un beso y me repitió el nombre de algunas de mis notas. ¡Toda una ponderación!”. (María Alejandrina Arguelles)

### El teatro, la crítica y El Litoral
El teatro es, entre otras posibles definiciones, una expresión de la emoción humana. En efecto, el teatro no es otra cosa que una proyección del espíritu que se materializa, es la objetivación de un ideal, la materialización del sentimiento, o bien, si se quiere, la espiritualización de la materia; pero es también un mundo cerrado a la multitud indiferente y solamente abierto a quien consiga, con amor, conquistarlo. Si la crítica es abordada como un aspecto importante del conocimiento, puede despejarse de esa atadura traumática que le confiere nada más que un mezquino lugar para la polémica y ese estigma negativo que se le adhiere como componente original. Si se entendiera el papel de la crítica teatral no en el sentido en el que se lo anatemiza por una buena parte de sus destinatarios, si se lo despojara de su rol fatídico y descalificador, esta podría compartir algo del lugar del saber que ocupa toda disciplina que pretende dar cuenta de un objeto de estudio. En este caso está más ligada al tema del conocimiento, se puede acudir a ella como una herramienta de análisis, capaz de formular hipótesis y algo más que simples juicios de valor. A lo largo de su historia, El Litoral ha legitimado el quehacer teatral santafesino y el de la región a partir de la labor de sus críticos teatrales. Siempre acompañó el trabajo de innumerables artistas y consignó en sus páginas en estos 102 años no solo la actividad de Santa Fe, sino de ciudades del interior provincial.

Bohemia, tribus y festejos

Es un clásico hablar de la bohemia de los periodistas. La verdad es que el periodista y en general el que trabaja en relación con la prensa, necesita teoría y también calle, contacto con lo cotidiano, oír opiniones, ver de cerca otras realidades, escuchar voces diferentes. Escuchar a los más viejos y a los más jóvenes en un ida y vuelta formaba parte del enriquecimiento cotidiano que se prolongaba en encuentros y reuniones. Crónicas de la primera época y la memoria colectiva recuerdan los paseos que se llevaban a cabo en la quinta del Dr. Abraham Francioni celebrando cada aniversario o con cualquier otro pretexto. La quinta estaba frente a la chopería Schneider, cerca del hipódromo, que por entonces era “en las afueras”. Más adelante esta costumbre se continuó en la quinta del “Viejo” Natela en Santo Tomé, en el rancho de Valdés, en la quinta familiar de Sauce Viejo, en el club del diario. López Rosas señala, refiriéndose a los primeros tiempos (los años 20 y 30) “(...) las celebraciones íntimas, festejando cualquier cosa, en las fondas del Mercado Central, con sus busecas, asados o pucheros, todos rociados con un entonante carlón y las consabidas palabras de algún escriba locuaz”. “Mi hermano mayor cumplía años el 22 de julio y todos los del taller y gente del diario iban a su cumpleaños. Y también iba el Dr. José Bachini, el esposo de Lilia Libertad Caputto, que era codirector. Eran memorables y eran lindas las fiestas. El Dr. Bachini era muy divertido y nunca faltaba; entonces ese día (en 1965) se fue a comprarle el regalo a mi hermano, a calle San Martín. Le compró una camisa y cuando salió caminando del negocio, enfrente de la Iglesia del Carmen, le dio un ataque y falleció. Y quedó con el regalo bajo el brazo. Cuando pasaron unos 20 días, Lilia mandó a mi hermano esa camisa que le había comprado.” (Nelida Mercado) “También había grupos, una tribu se decía. Y el diario tenía un club donde se hacían reuniones cualquier día de la semana. Estaba en Hernandarias y la avenida Costanera cuando no tenía asfalto, era todo tierra esa zona. Era propiedad del diario, ahí tenía las teletipos que recibían las noticias desde Estados Unidos y de ahí las transmitían al diario para la información internacional. Era media manzana en una esquina, había canchas de básquet, de tenis criollo, de bochas, asador, chopera, cajones donde estaban los platos de cada tribu, todo muy ordenado. Yo era de la tribu de los “piojosos”, de los “gorriones”, porque éramos los más nuevos, los más chicos. Por ahí los más grandes te invitaban, pero de vez en cuando. Los propietarios del diario aportaban la bebida, se los invitaba y si no iban igual mandaban un barril, mandaban el vino. Y eso fue hasta que empezó a centralizarse todo en calle San Martín, se llevaron allí las antenas -habrá sido por los años 60-. Los dueños del diario le ofrecieron al sindicato de Prensa de Santa Fe regalarle las instalaciones, mirá de lo que estoy hablando: media manzana en Hernandarias y avenida Costanera. No aceptó el sindicato, que por los impuestos, nadie se quiso hacer cargo. Entonces el diario lo vendió.” (José Mendoza) Con tono semejante los encuentros, las peñas y festejos continuaron mucho tiempo, un poco más civilizados al incorporarse las pocas mujeres que hubo hasta los 80, o mejor dicho de vez en cuando invitaban a las mujeres. El sindicato era un lugar de confraternización entre pares de otros medios y agencias en cada 7 de junio, lo mismo para fin de año. Y cada tanto había peñas o comidas. No se trataba solamente de pasarla bien: confraternizar con colegas aportaba su cuota de aprendizaje.

Referencias
1. ↑  "El Litoral, Un Siglo de Periodismo", El Litoral, 2018
2. ↑  Extracto libro "El Litoral, Un Siglo de Periodismo", El Litoral, 2018
3. ↑  Extracto libro, "El Litoral, Un Siglo de Periodismo", El Litoral, 2018
4. ↑  "El Litoral, Un Siglo de Periodismo", El Litoral 2018
5. ↑  Extracto libro, "El Litoral, un siglo de periodismo", El Litoral 2018

## Periodistas

### Al frente de la redacción
A lo largo de 102 años, doce personas —con algunas diferencias de grado— se han sucedido en la responsabilidad de estar al frente de la Redacción. Desde esos puestos han abordado la exigente y compleja tarea de estar informados cada día para poder organizar el trabajo e informar adecuada y respetuosamente a los lectores, de buscar más allá de las noticias, de estimular a los periodistas y, a la vez, controlar los desbordes que puedan producirse, de imaginar temas y cargarle pilas a las antenas de los redactores, de movilizar a los reporteros y cronistas y contribuir a la profundización de los análisis del plantel de Redacción, de proveer la logística para las coberturas, de resistir las presiones de quienes representan intereses o se sienten ofendidos por alguna publicación. No es una tarea fácil y solo termina con la jubilación o el retiro. Cada jornada hay que hacer un diario nuevo. Aunque hoy se haya realizado el mejor trabajo del mundo, mañana las páginas esperarán en blanco y voraces de letras e imágenes, el producto del nuevo día. Sin solución de continuidad, ni conmiseración por el cansancio mental y físico que el ritmo de producción reclama e impone. Por eso queremos expresar el reconocimiento de El Litoral a un esfuerzo que, fuera del universo periodístico, es difícil de dimensionar. Y lo hacemos a la manera del periodismo gráfico: dejando registro de personas y tiempos sobre el papel impreso de este aniversario. El primero de ellos fue el único Jefe de Redacción que tuvo El Litoral y asumió esa tarea en el año 1940, poco tiempo después de la muerte de Salvador Caputto. Solo tres fueron secretarios generales de Redacción, en tanto que los otros siete se han desempeñado —o desempeñan— como secretarios de Redacción. A continuación, sus nombres:
- Luis Fernando Santiago Gudiño Kramer. Nació en Villa Urquiza, Entre Ríos, en 1898. Ingresó a El Litoral en 1938 y a comienzos del ‘40 fue designado Jefe de Redacción, siendo el único en haber ejercido ese cargo en la historia del diario. Intelectual de mérito, tuvo además una importante producción literaria. Dos de sus obras —“Escritores y plásticos del Litoral” y “Caballos”— integraron la colección de libros editada por El Litoral hace más de medio siglo. En 1960, ejerció la opción del retiro voluntario y ese mismo año se incorporó a la sala de Redacción su hijo Luis Fernando “Luisito”, quien llegó a desempeñarse como Prosecretario hasta su retiro, en 1977, por razones de enfermedad. También trabajó, en la Sección Deportes, durante muchos años, su hijo Luis Humberto, tercera generación de un linaje periodístico que abarca casi ochenta años de la vida de El Litoral.
- Antonio Avaro. Nació en Córdoba en 1908. Siendo Escribano Público se incorporó a El Litoral como redactor en el año 1937. En 1944 fue designado editorialista, y en 1956 pasó a cumplir la función de Secretario General de Redacción hasta su muerte, en mayo de 1968. En la foto, apoyado sobre su escritorio, conversa con el poeta cubano Nicolás Guillén, mientras desde el fondo observa Hugo Maggi.
- Enrique Alfredo Smiles. Nació en Gran Bretaña en el año 1927. Argentino por opción, de profesión Ingeniero Químico, ingresó a El Litoral en 1953 como reportero. Luego de haber recorrido toda la carrera de periodista, en el año 1977 se lo nombró Secretario de Redacción, y en 1979 Secretario General de Redacción. Se retiró el 31 de diciembre de 1987.
- Eduardo Luis Valdés. Nació en Santa Fe en 1922, y se integró a la Redacción en 1944 a través del amplio camino que le abriera el excelente trabajo de su padre Francisco, recordado autor de la columna “Notas”. Recorrió todos los escalones del periodismo y fue designado Secretario General en 1988, un año antes de su jubilación. Murió en el año 2000.
- Benjamín López Masía. Nació en Santa Fe en 1909. Se incorporó al diario en 1951 y falleció en 1964, cuando se desempeñaba como Secretario de Redacción.
- Antonio Camacho Gómez. Nació en Roquetas del Mar, Almería, España, en 1930. Emigró a la Argentina y se incorporó al diario en 1964. Escritor y poeta, fue nombrado Secretario de Redacción en 1979. Se retiró en 1981.
- Eduardo Barone Daneri. Nació en Santa Fe en 1928. Obtuvo el título de Abogado y en 1957 se integró al plantel periodístico. En 1984 se lo designó Secretario de Redacción, tarea que cumplió hasta su jubilación a finales de 1989.
- María Teresa Pandolfo. Nació en Santa Fe en 1951. Obtuvo su título de Licenciada en Periodismo y Medios de Comunicación en Rosario, e ingresó a El Litoral en 1974. Fue Secretaria de Redacción de 1988 a 2011.
- Rómulo Julio Crespo. Nació en Santa Fe en 1950 y se incorporó al cuerpo periodístico de El Litoral en 1979. En 1990 fue promovido al cargo de Secretario de Redacción. Se retiró en 2015.
- Guillermo E. Dozo. Nació en Santa Fe en 1958. Se recibió de Periodista en la Escuela Superior de Periodismo Obispo Trejo y Zanabria de Córdoba en 1981 e ingresó al diario en 1987. Desde 1990 es Secretario de Redacción y director de El Litoral.
- Néstor Luis Fenoglio. Nació en Esperanza en 1964. Estudió Letras y su afición a la escritura lo acercó a colaborar con el suplemento literario “La comarca y el mundo”; ha desarrollado una carrera literaria con varios títulos publicados. En 1986 comenzó a trabajar efectivo en El Litoral, desde 2005 se desempeñó como Secretario de Redacción y actualmente es Jefe de Redacción y director de Mirador Provincial.
- Lía Masjoan.

### Grandes colaboradores

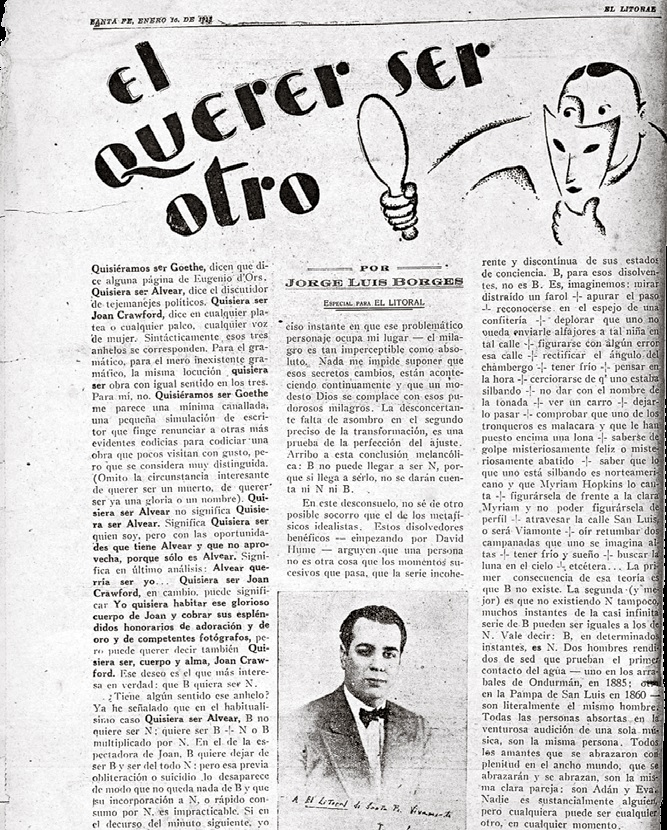
Un cuento de Borges con su foto dedicada a El Litoral en los años '30

“Descubrimos que, en los primeros años de El Litoral, los colaboradores habían sido Borges, Victoria Ocampo y otros grandes autores. Ello se evidenciaba en los textos, en la publicación de textos locales, en la gráfica. Además, estaba incluida dentro del proyecto de ilustración del diario la participación de Sergio Sergi, que es uno de los grabadores más importantes que ha tenido el país. Y que había venido circunstancialmente a Santa Fe. A través de Planas Casas se relacionó con el diario: una vez hicimos una tapa que avanzaba sobre el Modernismo de tal manera que uno no podía creer que en Santa Fe una tapa de esas características pudiera ser realizada en una Revista”. María del Carmen Caputto, Ex Directora (1990-2007) Y (2012-2014).
Diversas entrevistas se han publicado en nuestras páginas a uno de los escritores más reconocidos de habla hispana en el siglo XX: una de Juan Carlos Arch, el 10 de septiembre de 1982. Una de Jorge Smerling, en el suplemento cultural del 17 de enero de 1983. Una de Enrique M. Butti, en el suplemento del 4 de enero de 1986; y una de Marta Rodil, en el suplemento del 17 de noviembre de 1984, que recoge apuntes del Seminario Antígonas. El 24 de agosto de 1969, en una página dedicada a Borges, escriben sobre su obra autores santafesinos de la talla de Edgardo Pesante, Lermo Balbi, Julio Gómez, Edelweis Serra y José Luis Víttori.